# إيغون كور
إيغون كور (بالإستونية: Egon Kaur) مواليد 20 أغسطس 1987، هو سائق راليات إستوني بدأ مسيرته في سنة 2006. كان أول رالي له هو رالي ويلز 2006. شارك في بطولة العالم للراليات.